# Czart

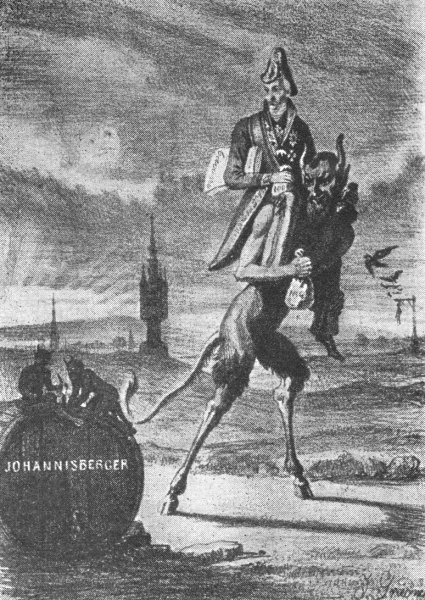
Karykatura polityczna J. Grädnera z 1848 przedstawiająca postać czarta niosącego na plecach ministra Metternicha

Czart, zwany także jako czort (cz. czert, rus. czort, ros. чёрт) – w wierzeniach Słowian demon zła, znany głównie u plemion ruskich, zastąpił starosłowiańskiego biesa. W gwarze ludowej nazywany kusym, a w wierzeniach chrześcijańskich diabłem.
W wierzeniach ludowych czart wyobrażany jest jako chromy. Zamieszkuje bagna, lasy i zbiorniki wodne, objawia się także w wirach powietrznych, co dało podstawę do wysunięcia teorii, według której czart był upersonifikowaniem niszczycielskiej siły wiatru. Czart zsyłał na ludzi niepogodę i choroby, a także namawiał do samobójstwa. Mógł przyjmować postać węża, psa, świni lub czarnego kota. W mitologii słowiańskiej czart prowadził kiedyś walkę z którymś z bogów, w trakcie której został zraniony w nogę, lub też został zrzucony z nieba i spadając złamał nogę. Inna wersja tego mitu mówi o odgryzieniu czartowi ogona przez psa nasłanego przez boga.
Po chrystianizacji określenie czart stało się synonimem słowa diabeł, zaś pierwotne znaczenie i funkcje czarta uległy zatarciu i są obecnie rekonstruowane na podstawie folkloru.
Etymologię słowa wywodzono od określenia „czarny” lub „czary”, wskazywano też na podobieństwo do litewskiego kyréti, „złościć się”. Inna możliwość to związek ze słowem „krótki”, „skrócony” (por.: ang. short, niem. kurz, łac. curtis), na co wskazuje też określenie „kusy” stosowane niekiedy wobec diabła. Imię pochodziłoby w tym wypadku od faktu, że czart miał jedną nogę krótszą.